# Heulebeek
Heulebeek är ett vattendrag i Belgien.   Det ligger i provinsen Västflandern och regionen Flandern, i den västra delen av landet, 70 km väster om huvudstaden Bryssel.
Trakten runt Heulebeek består till största delen av jordbruksmark. Runt Heulebeek är det tätbefolkat, med 286 invånare per kvadratkilometer.